# Preondactylus
 Preondactylus  („Preone-Finger“) ist eine Gattung der Flugsaurier (Pterosauria) aus der Obertrias von Italien. 
Er gilt als primitiver Pterosaurier mit einem langen Schwanz, verhältnismäßig langen Hinterbeinen und kurzen Flügeln. Die Spannweite dieses etwa taubengroßen Flugsauriers betrug etwa 45 Zentimeter. Das Maul von Preondactylus ist mit vielen scharfen und spitzen Zähnen besetzt. Wahrscheinlich ernährten sich die Tiere von kleinen Fischen und Insekten.
Die ersten fossilen Überreste von Preondactylus wurde von dem Fossiliensammler Nando Buffarini 1982 im Preone-Tal bei Udine in der oberitalienischen Region Friaul-Julisch Venetien in einem bituminösen, dolomitischen Kalkstein der Alpen entdeckt. Rupert Wild benannte bei seiner wissenschaftlichen Erstbeschreibung 1983 die Gattung nach diesem Erstfundort. Die Gesteinsplatte mit dem Fossil zerbrach bei der Bergung in mehrere Teile, konnte aber vom Finder wieder zusammengesetzt werden. Beim Waschen der Platte wurden die in einer nur millimeterdicken Mergelschicht eingebetteten schwarzen Knochen fortgespült und es blieb nur der Negativabdruck zurück. Der Abdruck wurde mit Silikonkautschuk ausgegossen und der so erhaltene Abguss diente als Grundlage für die wissenschaftliche Untersuchung. 
Ein zweites Fossil wurde 1984 ebenfalls im Preone-Tal gefunden. Es stammt jedoch aus einem stratigraphischen Niveau, das 150 bis 200 Meter unter dem des Erstfundes liegt. Dieses über 210 Mio. Jahre alte Individuum ist der älteste bekannte Flugsaurier. Da die Knochen dieses Exemplars stark zusammengepresst sind, wird angenommen, dass es sich bei ihnen um den Speiballen eines Raubfisches handelt.

## Belege
- David M. Unwin: The Pterosaurs: From Deep Time. PI Press, New York NY 2006, ISBN 0-13-146308-X.
- Peter Wellnhofer: Die große Enzyklopädie der Flugsaurier. Illustrierte Naturgeschichte der fliegenden Saurier. 100 Arten. Mosaik-Verlag, München 1993, ISBN 3-576-10174-8, S. 62–67.